# 奧里馬蒂拉

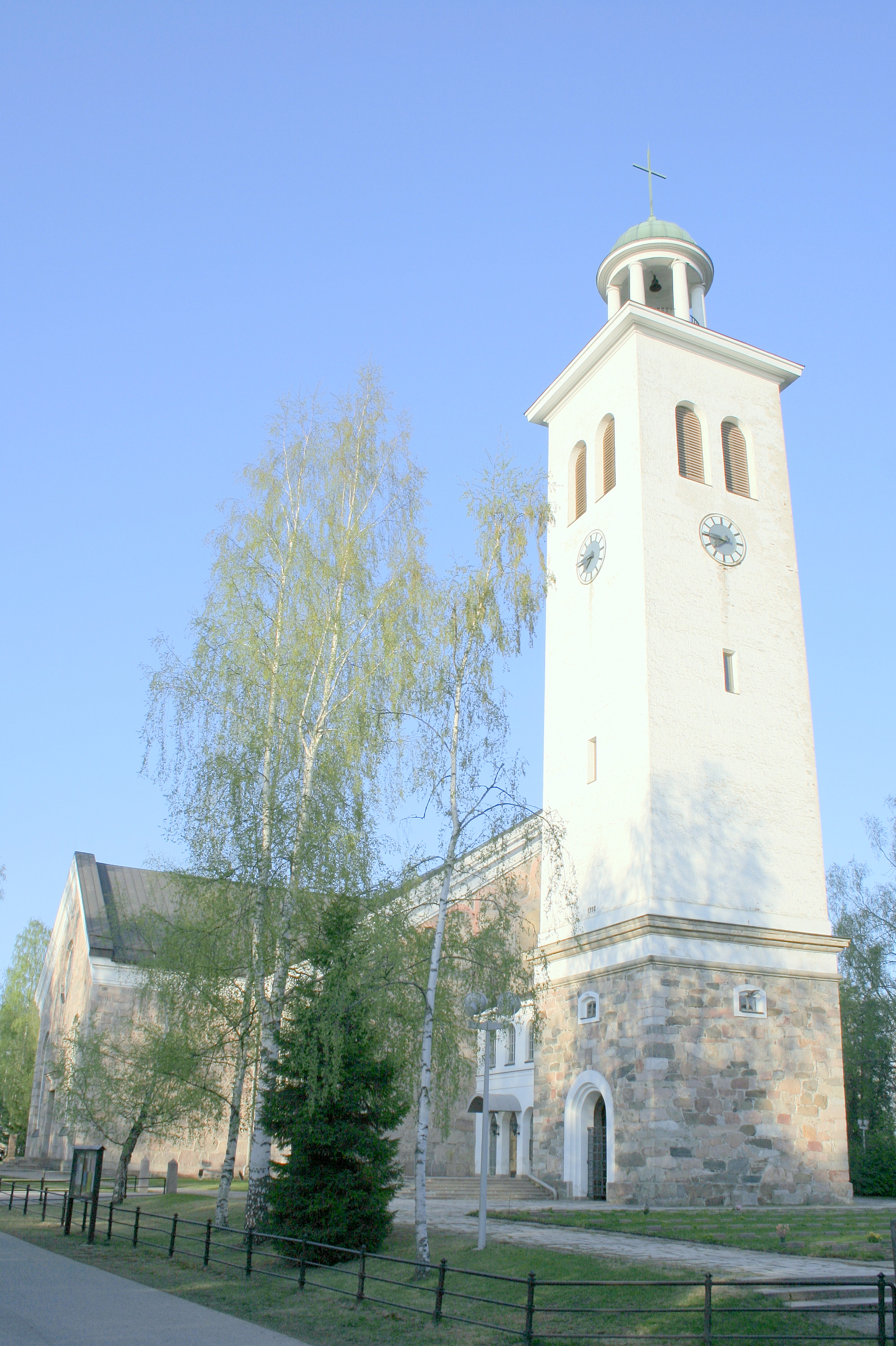

奧里馬蒂拉是芬蘭的城鎮，位於該國南部，距離首都赫爾辛基93公里，由派亞特海梅區負責管轄，面積814.21平方公里，2012年人口16,352，其中約98%居民的母語是芬蘭語。

## 友好城市
- 德国魏森堡-贡岑豪森县
- 瑞典东哈马尔市镇
- 爱沙尼亚約格瓦

## 外部連結
- Municipality of Orimattila （页面存档备份，存于） – Official website